# Jeunes Dieux
Les Jeunes Dieux (The Young Gods) sont un groupe fictif appartenant à l'univers de Marvel Comics. Ils sont apparus pour la première fois dans Thor vol.1 #203, en 1972. Il est à noter que seuls trois d'entre eux (Bright Sword, Genii et Harvest) furent identifiés à cette occasion ; les autres le furent dans Thor #300 en 1980.

## Biographie du groupe
Lors d'une visite des Célestes sur Terre, les Dieux de l'Humanité s'opposèrent, sans résultat, si ce n'est qu'ils acceptèrent de ne plus s'occuper des affaires terrestres. Les Célestes annoncèrent qu'ils reviendrait après un millénaire, pour juger l'Humanité. 
Craignant de ne pas être assez forts pour les contrer de nouveau, la déesse Gaea rassembla les autres déesses et exposa son plan : choisir chacune un champion représentant l'excellence dans une activité ou un talent, leur donner des pouvoirs divins et les faire dormir sous terre. Chaque déesse accepta et prit un tour pour veiller sur le sommeil des Jeunes Dieux, jusqu'à l'éventuel retour des Célestes.
À leur retour, les Dieux Asgardiens se lancèrent au combat, mais sans résultat. Gaea présenta alors les Jeunes Dieu aux Célestes, et ces derniers les acceptèrent, jugeant que la Terre pouvait survivre. Ils partirent dans l'espace, emmenant la douzaine avec eux, pour les éduquer.
Parce que ces concepts leur étaient inconnus, les Célestes avaient deux aliens qui enseignèrent le combat et la philosophie aux Jeunes Dieux. Les Jeunes Dieux revinrent sur Terre brièvement, pour affronter le dieu Celte de la mort, Nuada de la Main Argentée.
Dans Eternals Annual, en 2008, on revit les Jeunes Dieux.
Après avoir attendu des siècles un signe des Célestes immobiles, les Jeunes Dieux décidèrent que leur silence voulait dire qu'ils étaient libres d'agir comme ils le voudraient. Ils retournèrent donc sur Terre, à Madripoor, dans le but d'utiliser la conscience de tous les humains pour créer un nouveau Céleste.  Ils furent alors opposés aux Éternels, insensibles à leur pouvoir. Finalement, les Éternels réussirent à convaincre Varua que les Célestes les testaient peut-être sur cet acte et que venir sur Terre était un mauvais choix. Varua trouva la mort et les autres Dieux tombèrent au sol eux aussi.

## Membres
- Bright Sword (Carter Dyam) était un jeune soldat israélien de 24 ans, approché par Heimdall. Pouvoirs : super-force, vol, maîtrise de tout type d'arme, résistance accrue.
- Caduceus (Mark Cadmon) était un jeune médecin de 30 ans vivant à Chicago, approché en 1919. Pouvoirs : guérison, réparation et transformation de la matière organique.
- Calculus (Jahaharel Patel) était un étudiant scientifique indou né en 1928. En 1948, à 20 ans, il fut contacté par les Dieux Hindu. Pouvoirs : analyse des probabilités, télépathie, et stratégie.
- Daydreamer (Catherine Moranis), une fermière de 25 ans, aimant la philosophie, né à Ottawa, au Canada, au XIXe siècle. Pouvoirs : illusion et invisibilité, contrôle mental et précognition limités.
- Genii (Jason Kimball) était un jeune créateur de mode de 26 ans, quand il fut approché par Heimdall. Pouvoirs : création et animation de matière.
- Harvest (Chi Lo), une fermière chinoise approché dans les années 70. Pouvoirs : génération de spores affaiblissantes, et animation végétale.
- Highnote (Raoul Hernandez) était un danseur et musicien de saloon vivant en Colombie au XIXe siècle. Pouvoirs : cri hypersonique et solide.
- Mindsinger (Gregor Buhkarov) était un étudiant russe de 28 ans, vivant à Kiev au XVIIIe siècle. Pouvoirs : élasticité, télépathie.
- Moonstalker (Kiana) était une jeune chasseuse indienne Inupiat de 16 ans, vivant en Alaska au XIe siècle. Pouvoirs : vol à haute vitesse, camouflage.
- Sea Witch (Bridget O'Hare) était une jeune Irlandaise de 17 ans, vivant au XIIe siècle. Pouvoirs : transformation en eau.
- Splice (Chandra Ku) était une jeune zulu de 13 ans qui fabriquait des paniers en osier, vivant dans le sud de l'Afrique au XVIIIe siècle. Pouvoirs : animation de matière non-vivante, lien psychique avec les machines.
- Varua (Mira) était une jeune polynésienne née en 1405 sur Ruk Island. Elle fut approchée à ses 14 ans. Elle est le leader spirituel des Dieux, servant de lien psychique entre eux tous. Pouvoirs : télépathie, lévitation, téléportation.

## Pouvoirs communs
- Les Jeunes Dieux ont reçu leurs pouvoirs des différents Panthéons de l'Humanité. Chacun a donc accès à des pouvoirs qui lui sont propres.
- Ils ne peuvent mourir de vieillesse et sont insensibles aux maladies.
- Leurs esprits sont liés ensemble, formant un contact télépathique permanent.